# Familia Gonzaga

Blasón familiar de la Casa de los Gonzaga a partir de 1433.

Los Gonzaga fueron una familia noble italiana que gobernó la ciudad-estado y luego ducado de Mantua desde 1328 hasta 1708.

## Los primeros Gonzaga
Conocidos como Corradi por el apellido de Filippo Corradi el supuesto creador de la familia, de origen burgués y oriundo posiblemente de la ciudad de Gonzaga. Las primeras generaciones de la familia son de difícil reconstrucción. Se sabe de Abramino y su hermano Corrado Corradi enviados por la ciudad de Mantua para firmar una alianza con Padua o de Corbello Corradi que fue asesor del podestá de Mantua en el 1189. A partir de Antonio Corradi (posiblemente nieto de Abramino) la genealogía se hace más segura. Antonio fue un ciudadano de gran influencia en Mantua por su riqueza y sus abundantes posesiones en Gonzaga, perteneció a los "Anziani del Popolo" (el consejo rector de la ciudad) a partir de 1259.
En principio los Corradi (que pronto adoptaron el topónimo de Gonzaga) fueron partidarios de los Bonacolsi que gobernaron Mantua de 1272 a 1328, Guido Gonzaga hijo de Antonio participó en el consejo de la comuna que dio el título de Señor de Mantua a Rinaldo Bonacolsi en 1308. De parentesco incierto es Corrado Gonzaga, que fue el encargado de firmar en el nombre de Mantua (y de Rinaldo) la unión de la ciudad a la liga gibelina, la cual se enfrentó al papa Juan XXII en defensa del Emperador.

## Ascenso al poder
En un principio Luigi Gonzaga, hijo de Guido Corradi, fue nombrado Podestá de Módena en 1313, de Mantua en 1318 y de Parma en 1319. Mientras Rinaldo Bonacolsi guerreaba contra el papa, Luigi incendió los ánimos del pueblo en contra de la tiranía de los Bonacolsi, se mostró como amigo del pueblo y valeroso sostenedor de la libertad. De igual forma Luigi obtuvo en secreto la ayuda de los enemigos de Bonacolsi, principalmente de la familia Scaligeri de Verona.
El golpe de Estado se produjo la noche del 16 de agosto de 1328, cuando el pueblo salió a la calle gritando "Viva Gonzaga e Passerino mòra" (refiriéndose al sobrenombre de Rinaldo, "Passerino" o Pajarito). Tropas veronesas entraron en la ciudad al mando de los hijos de Luigi, Rinaldo tuvo que refugiarse en su palacio y según la tradición se golpeó la cabeza con el umbral de la puerta quedando agonizante y muriendo poco tiempo después. Cuenta también la leyenda que el cadáver momificado fue conservado en el palacio de los Gonzaga, y se decía que si se perdía los Gonzaga dejarían el poder. Según la misma leyenda la última duquesa de Mantua, que no soportaba la presencia del cadáver, lo tiró al lago, aunque lo más probable es que desapareciera en el saqueo de 1630.
Los Gonzaga tomaron así el poder de forma calculada aprovechando la impericia política y la ingenuidad de Rinaldo Bonacolsi así como la ambición de Cangrande de Verona, que creyó poder anexionar a sus dominios la ciudad de Mantua. Para ello se apoyaron en el pueblo que los consideró en un principio en defensores de los estatutos comunales y del buen gobierno.
Fue investido como Capitán General de Mantua, aunque de hecho ejerció como Señor, y su política fue un difícil equilibrio entre las potencias locales, los Visconti de Milán, la República de Venecia, los Scaligeri, el Papa y el Emperador. Tras unirse a la liga antiviscontea tuvo que someterse en 1358 a Bernabé Visconti, el cual reconoció definitivamente el feudo de los Gonzaga.
Su hijo Guido Gonzaga le sucedió como Capitán General, así como su nieto Luis II Gonzaga, y su bisnieto Francisco I Gonzaga.

## Marqueses de Mantua
En 1433 Gianfrancesco Gonzaga asumió el título de Marqués de Mantua, y en 1530 Federico II recibió el título de Duque de Mantua. En 1531, la familia adquirió el ducado de Monferrato por casamiento, y por este medio, los Gonzaga se emparentaron también con la dinastía Paleólogo, primera familia gobernante de Monferrato, y cuya rama principal produjo los últimos emperadores bizantinos.
Una rama menor de los Gonzaga de Mantua fueron Duques de Nevers y Condes y Duques de Rethel, en Francia, cuando Luis Gonzaga, joven hijo del Duque Federico II, casó con Enriqueta de Nevers. Los Gonzaga-Nevers posteriormente volvieron a gobernar Mantua, cuando el hijo de Luis, Carlos heredó Mantua y Monferrato, desatando la guerra de sucesión de Mantua.
Otra rama de la familia fueron primero condes soberanos y luego Duques de Guastalla, todos descendientes de Ferrante I, joven hijo de Francisco II de Mantua. El nieto de Ferrante, Ferrante II también tuvo su papel en la guerra sucesoria.
María Luisa de Gonzaga, hija del príncipe Carlos I de Gonzaga-Nevers fue reina consorte de Polonia desde 1645 hasta su muerte en 1667. 
Dos hijas de la casa, ambas del mismo nombre, fueron emperatrices del Sacro Imperio Romano Germánico, por sus casamientos con Fernando II (Leonor Gonzaga) y Fernando III (Leonor Gonzaga-Nevers).
De la última emperatriz Leonor descienden los actuales herederos de los Gonzaga, que llevan hasta Leopoldo II Duque de Lorena.

## Otras Ramas de la Familia

### Gonzaga de Sabbioneta y Bozzolo
La rama cadete de los "Gonzaga di Sabbioneta y Bozzolo" se originó en Gianfrancesco Gonzaga , tras la división de los bienes de su padre Ludovico III . [7] [8] El hijo Ludovico , después de la división del feudo con su hermano Pirro en 1521 , obtuvo las tierras de Sabbioneta . Hizo de Gazzuolo su residencia donde creó una suntuosa corte, acogiendo a artistas y escritores, como Ludovico Ariosto . A su muerte, su hijo Luigi Gonzaga "Rodomonte" , capitán imperial de Carlos V, fue nombrado heredero.. El personaje más célebre fue sin duda su hijo Vespasiano I Gonzaga quien, nacido en 1531 , obtuvo la investidura imperial de Bozzolo , Ostiano , Rivarolo , Rodigo y Sabbioneta . Fue un valiente soldado y pasó mucho tiempo en la corte de Felipe II de España . En 1577 obtuvo el título de duque de Sabbioneta del emperador Rodolfo II , su amigo personal . En 1591 su hija Isabella asumió como heredera quien dejó Sabbioneta a su sobrina Anna Carafa.( 1637 ). Con el hijo de este último Nicola María , la dinastía de Vespasiano Gonzaga se extinguió y en 1689 el ducado de Sabbioneta pasó a manos de los españoles que lo vendieron al genovés Francesco Maria Spinola . [9] [10]

### Gonzaga di Novellara y Bagnolo
La línea cadete se originó en Feltrino Gonzaga que su padre Luigi Gonzaga había excluido de la sucesión en Mantua. En 1351 fue investido con el feudo de Reggio Emilia, que mantuvo hasta la derrota contra los Visconti en 1371 . Vendió el feudo a cambio del señorío de Novellara y Bagnolo. [11] [12]
La familia Catalano Gonzaga se originó en la rama Novellara , una familia histórica originaria de Calabria Hither . Andrea Catalano se casó con Diana Gonzaga el 19 de abril de 1666 , [13] hija de Giuseppe Gonzaga y Ottavia Ricci, último descendiente de Carlo Gonzaga (? -1484), [14] hijo natural de Francesco I Gonzaga-Novellara .

### Gonzaga di Luzzara
Rodolfo Gonzaga ( 1452 - 1495 ), [15] [16] tercer hijo de Ludovico III Gonzaga , tuvo el feudo y el título de Marqués de Luzzara , Castel Goffredo y Castiglione a la muerte de su padre, en 1478 . Recibió la investidura del emperador Maximiliano I de Habsburgo en 1494 . [17] [18] De su esposa Caterina Pico (1454-1501) tuvo su hijo Gianfrancesco (1488-1524), quien fue reconocido como marqués soberano (inmediato) con un diploma imperial de 1502 . En1557 Massimiliano cedió el feudo a Guglielmo Gonzaga , duque de Mantua, conservando para él y sus herederos algunos palacios y el título de marqués de Luzzara sin tener ningún mando sobre el territorio, que estuvo sujeto a Mantua hasta 1630 , cuando fue cedido a los duques de Guastalla siguiendo su destino futuro.
De Gonzaga di Luzzara vino la rama cadete del "Gonzaga di Poviglio", un feudo papal construido en el condado en 1513 y extinto en el siglo XVII.
La familia incluye algunas personalidades eminentes como Ludovico Gonzaga (1587-1630), obispo de Alba , que murió de la peste en Luzzara el 17 de junio de 1630 y Marcantonio Gonzaga , obispo de Casale Monferrato en 1589 .

### Gonzaga de Castel Goffredo, Castiglione y Solferino
Después de la muerte de Rodolfo Gonzaga , la enemistad se dividió aún más entre sus hijos: un Gianfrancesco se quedó Luzzara y se convirtió en el progenitor de la "Gonzaga Luzzara" y Luigi Alessandro pasó a Castiglione y Castel Goffredo, convirtiéndose de hecho en el fundador de la " Gonzaga de Castel Goffredo, Castiglione y Solferino ". [19] [20] La rama de Castiglione se extinguió con Luigi Gonzaga (1745-1819), quien firmó el 26 de julio de 1773 la renuncia de derechos a favor de la emperatriz María Teresa de Austria y el principado de Castiglione, Medole.y Solferino se anexó a Mantua, ya austríaca. [21] Con varias solicitudes al emperador, la última fechada en 1831 , Alessandro I Gonzaga [22] intentó reintegrarse en los derechos de sucesión del Ducado de Mantua , el Ducado de Guastalla y el Principado de Castiglione, pero sus solicitudes no encontraron aceptación.

### Gonzaga de Guastalla
Línea de cadetes que se originó en 1539 de Ferrante I Gonzaga , [23] hijo de Francesco II Gonzaga , cuarto marqués de Mantua. El condado de Guastalla fue vendido en 1539 por la condesa Ludovica Torelli , descendiente del conde Guido Torelli , a Ferrante I Gonzaga , progenitor de la línea cadete. [24] [25]

### Gonzaga de Palazzolo
Línea cadete originada por Corrado Gonzaga (1268-1340) que su padre Luigi Gonzaga , primer capitán del pueblo , había excluido de la sucesión en Mantua. [26] Curzio Gonzaga , hijo de Luigi (muerto en 1549), arcipreste de la catedral de San Pietro en Mantua, fue investido con el título de marqués de Palazzolo junto con sus sobrinos en 1595 por el duque Vincenzo I Gonzaga . La rama se extinguió en 1751 .
Gonzaga di Vescovato (o Vescovado) (Línea "de los Marqueses") 
Icono de lupa mgx2.svg	Mismo tema en detalle: Gonzaga di Vescovato .
Mantua , monumento al general Maurizio Ferrante Gonzaga , marqués de Vescovato
También llamada la línea "Marqueses", [27] [N 1] es la única línea de cadetes de la familia Gonzaga que todavía existe en la actualidad. [28] Los miembros de la familia Gonzaga de la línea Vescovato disfrutan, como descendientes directos de Gianfrancesco Gonzaga , primer marqués de Mantua, de los siguientes tratamientos y títulos (reconfirmados por la monarquía de Saboya con una disposición de justicia):
tratamientos de Serenissima Highness (masculino), de Nobil Man y Nobil Woman, de Don y Woman,
Títulos de: Príncipe de SRI (masculino), Marqués (masculino), Conde de Villanova (primogénito masculino), Conde de Cassolnovo (primogénito masculino), Marqués del Vodice (solo varones de la rama descendiente de Francesco Carlo, comenzando con Maurizio Ferrante , general, medalla de oro al valor militar, padre del mencionado Ferrante Vincenzo ), Señor de Vescovato (masculino), Patrizio Veneto (masculino y femenino).
El escudo de armas heráldico se compone de la siguiente manera: "Plata a la cruz roja patente, apartado por cuatro águilas negras con un vuelo desplegado y orientado, en su conjunto un escudo cuarteado en el primer y cuarto cuadrante de rojo al león plateado con una cola bipartita, armada y lampadada de oro, adornada y con collar de la misma (Reino de Bohemia), en el segundo y tercer cuadrante con bandas de oro y negro (Gonzaga) ". [29]
Actualmente viven dos ramas de la familia, descendientes de los hermanos Francesco Carlo (nacido el 29-12-1766 y fallecido el 1-9-1834) y Fabio Maria (nacido el 13-01-1773 y fallecido en 1848), hijos de Nicola (nacido el 26-12-1731 y muerto el 4-9-1783) y de Olimpia del marqués Fabio Scotti de Piacenza.
El feudo fue comprado en 1519 por Giovanni Gonzaga , hermano de Francesco , marqués de Mantua, hombre de armas al servicio de la Sforza de Milán. [3

## Árbol genealógico
A continuación se muestra un árbol simplificado de los proincipales miembros gobernantes de la casa de Gonzaga: se sombrea la rama principal, marqueses/duques de Mantua y los marqueses/duques de Guastalla.
|                                                                                       |                                                                                       |                                                                                       |                                                                                       |                                                                                       |                                                                                       |  |  |                                                                         |                                                                         |                                                                         |                                                                         |                                                                         |                                                                         |  |  | Gianfrancesco (1395-1444) (marqués, 1407-1444) |                                            |                                            |                                            |                                            |                                            |  |  |                                                                  |                                                                  |                                                                  |                                                                  |                                                                  |                                                                  |  |  |                                                             |                                                             |                                                             |                                                             |                                                             |                                                             |  |  |                                                 |                                                 |                                                 |                                                 |                                                 |                                                 |  |  |                                         |                                         |                                         |                                         |                                         |                                         |         |         |         |         |  |  |  |  |  |  |  |  |  |  |  |  |  |  |  |  |  |  |  |  |  |  |  |  |  |  |  |  |  |  |  |  |
|                                                                                       |                                                                                       |                                                                                       |                                                                                       |                                                                                       |                                                                                       |  |  |                                                                         |                                                                         |                                                                         |                                                                         |                                                                         |                                                                         |  |  |                                                |                                            |                                            |                                            |                                            |                                            |  |  |                                                                  |                                                                  |                                                                  |                                                                  |                                                                  |                                                                  |  |  |                                                             |                                                             |                                                             |                                                             |                                                             |                                                             |  |  |                                                 |                                                 |                                                 |                                                 |                                                 |                                                 |  |  |                                         |                                         |                                         |                                         |                                         |                                         |         |         |         |         |  |  |  |  |  |  |  |  |  |  |  |  |  |  |  |  |  |  |  |  |  |  |  |  |  |  |  |  |  |  |  |  |
|                                                                                       |                                                                                       |                                                                                       |                                                                                       |                                                                                       |                                                                                       |  |  |                                                                         |                                                                         |                                                                         |                                                                         |                                                                         |                                                                         |  |  | Ludovico III (1412-1478) (marqués, 1444-1478)  |                                            |                                            |                                            |                                            |                                            |  |  |                                                                  |                                                                  |                                                                  |                                                                  |                                                                  |                                                                  |  |  |                                                             |                                                             |                                                             |                                                             |                                                             |                                                             |  |  |                                                 |                                                 |                                                 |                                                 |                                                 |                                                 |  |  |                                         |                                         |                                         |                                         |                                         |                                         |         |         |         |         |  |  |  |  |  |  |  |  |  |  |  |  |  |  |  |  |  |  |  |  |  |  |  |  |  |  |  |  |  |  |  |  |
|                                                                                       |                                                                                       |                                                                                       |                                                                                       |                                                                                       |                                                                                       |  |  |                                                                         |                                                                         |                                                                         |                                                                         |                                                                         |                                                                         |  |  |                                                |                                            |                                            |                                            |                                            |                                            |  |  |                                                                  |                                                                  |                                                                  |                                                                  |                                                                  |                                                                  |  |  |                                                             |                                                             |                                                             |                                                             |                                                             |                                                             |  |  |                                                 |                                                 |                                                 |                                                 |                                                 |                                                 |  |  |                                         |                                         |                                         |                                         |                                         |                                         |         |         |         |         |  |  |  |  |  |  |  |  |  |  |  |  |  |  |  |  |  |  |  |  |  |  |  |  |  |  |  |  |  |  |  |  |
|                                                                                       |                                                                                       |                                                                                       |                                                                                       |                                                                                       |                                                                                       |  |  |                                                                         |                                                                         |                                                                         |                                                                         |                                                                         |                                                                         |  |  | Federico I (1441-1484) (marqués,1478-1484      |                                            |                                            |                                            |                                            |                                            |  |  |                                                                  |                                                                  |                                                                  |                                                                  |                                                                  |                                                                  |  |  |                                                             |                                                             |                                                             |                                                             |                                                             |                                                             |  |  |                                                 |                                                 |                                                 |                                                 |                                                 |                                                 |  |  |                                         |                                         |                                         |                                         |                                         |                                         |         |         |         |         |  |  |  |  |  |  |  |  |  |  |  |  |  |  |  |  |  |  |  |  |  |  |  |  |  |  |  |  |  |  |  |  |
|                                                                                       |                                                                                       |                                                                                       |                                                                                       |                                                                                       |                                                                                       |  |  |                                                                         |                                                                         |                                                                         |                                                                         |                                                                         |                                                                         |  |  |                                                |                                            |                                            |                                            |                                            |                                            |  |  |                                                                  |                                                                  |                                                                  |                                                                  |                                                                  |                                                                  |  |  |                                                             |                                                             |                                                             |                                                             |                                                             |                                                             |  |  |                                                 |                                                 |                                                 |                                                 |                                                 |                                                 |  |  |                                         |                                         |                                         |                                         |                                         |                                         |         |         |         |         |  |  |  |  |  |  |  |  |  |  |  |  |  |  |  |  |  |  |  |  |  |  |  |  |  |  |  |  |  |  |  |  |
|                                                                                       |                                                                                       |                                                                                       |                                                                                       |                                                                                       |                                                                                       |  |  |                                                                         |                                                                         |                                                                         |                                                                         |                                                                         |                                                                         |  |  | Francesco II (1466-1519) (marqués, 1484-1519)  |                                            |                                            |                                            |                                            |                                            |  |  |                                                                  |                                                                  |                                                                  |                                                                  |                                                                  |                                                                  |  |  |                                                             |                                                             |                                                             |                                                             |                                                             |                                                             |  |  |                                                 |                                                 |                                                 |                                                 |                                                 |                                                 |  |  |                                         |                                         |                                         |                                         |                                         |                                         |         |         |         |         |  |  |  |  |  |  |  |  |  |  |  |  |  |  |  |  |  |  |  |  |  |  |  |  |  |  |  |  |  |  |  |  |
|                                                                                       |                                                                                       |                                                                                       |                                                                                       |                                                                                       |                                                                                       |  |  |                                                                         |                                                                         |                                                                         |                                                                         |                                                                         |                                                                         |  |  |                                                |                                            |                                            |                                            |                                            |                                            |  |  |                                                                  |                                                                  |                                                                  |                                                                  |                                                                  |                                                                  |  |  |                                                             |                                                             |                                                             |                                                             |                                                             |                                                             |  |  |                                                 |                                                 |                                                 |                                                 |                                                 |                                                 |  |  |                                         |                                         |                                         |                                         |                                         |                                         |         |         |         |         |  |  |  |  |  |  |  |  |  |  |  |  |  |  |  |  |  |  |  |  |  |  |  |  |  |  |  |  |  |  |  |  |
|                                                                                       |                                                                                       |                                                                                       |                                                                                       |                                                                                       |                                                                                       |  |  |                                                                         |                                                                         |                                                                         |                                                                         |                                                                         |                                                                         |  |  |                                                |                                            |                                            |                                            |                                            |                                            |  |  |                                                                  |                                                                  |                                                                  |                                                                  |                                                                  |                                                                  |  |  |                                                             |                                                             |                                                             |                                                             |                                                             |                                                             |  |  |                                                 |                                                 |                                                 |                                                 |                                                 |                                                 |  |  |                                         |                                         |                                         |                                         |                                         |                                         |         |         |         |         |  |  |  |  |  |  |  |  |  |  |  |  |  |  |  |  |  |  |  |  |  |  |  |  |  |  |  |  |  |  |  |  |
| Margarita Paleólogo Marqueses de Montferrato                                          | Margarita Paleólogo Marqueses de Montferrato                                          | Margarita Paleólogo Marqueses de Montferrato                                          | Margarita Paleólogo Marqueses de Montferrato                                          | Margarita Paleólogo Marqueses de Montferrato                                          | Margarita Paleólogo Marqueses de Montferrato                                          |  |  | Federico II (1500-1540) (marqués, 1519-1530, duque, 1530-1540)          | Federico II (1500-1540) (marqués, 1519-1530, duque, 1530-1540)          | Federico II (1500-1540) (marqués, 1519-1530, duque, 1530-1540)          | Federico II (1500-1540) (marqués, 1519-1530, duque, 1530-1540)          | Federico II (1500-1540) (marqués, 1519-1530, duque, 1530-1540)          | Federico II (1500-1540) (marqués, 1519-1530, duque, 1530-1540)          |  |  |                                                |                                            |                                            |                                            |                                            |                                            |  |  | Ercole Obispo (1521) Cardenal (1527)                             | Ercole Obispo (1521) Cardenal (1527)                             | Ercole Obispo (1521) Cardenal (1527)                             | Ercole Obispo (1521) Cardenal (1527)                             | Ercole Obispo (1521) Cardenal (1527)                             | Ercole Obispo (1521) Cardenal (1527)                             |  |  | Ferrante I (1507-1557) (conde de Guastalla, 1539-1557)      | Ferrante I (1507-1557) (conde de Guastalla, 1539-1557)      | Ferrante I (1507-1557) (conde de Guastalla, 1539-1557)      | Ferrante I (1507-1557) (conde de Guastalla, 1539-1557)      | Ferrante I (1507-1557) (conde de Guastalla, 1539-1557)      | Ferrante I (1507-1557) (conde de Guastalla, 1539-1557)      |  |  |                                                 |                                                 |                                                 |                                                 |                                                 |                                                 |  |  |                                         |                                         |                                         |                                         |                                         |                                         |         |         |         |         |  |  |  |  |  |  |  |  |  |  |  |  |  |  |  |  |  |  |  |  |  |  |  |  |  |  |  |  |  |  |  |  |
| Margarita Paleólogo Marqueses de Montferrato                                          | Margarita Paleólogo Marqueses de Montferrato                                          | Margarita Paleólogo Marqueses de Montferrato                                          | Margarita Paleólogo Marqueses de Montferrato                                          | Margarita Paleólogo Marqueses de Montferrato                                          | Margarita Paleólogo Marqueses de Montferrato                                          |  |  | Federico II (1500-1540) (marqués, 1519-1530, duque, 1530-1540)          | Federico II (1500-1540) (marqués, 1519-1530, duque, 1530-1540)          | Federico II (1500-1540) (marqués, 1519-1530, duque, 1530-1540)          | Federico II (1500-1540) (marqués, 1519-1530, duque, 1530-1540)          | Federico II (1500-1540) (marqués, 1519-1530, duque, 1530-1540)          | Federico II (1500-1540) (marqués, 1519-1530, duque, 1530-1540)          |  |  |                                                |                                            |                                            |                                            |                                            |                                            |  |  | Ercole Obispo (1521) Cardenal (1527)                             | Ercole Obispo (1521) Cardenal (1527)                             | Ercole Obispo (1521) Cardenal (1527)                             | Ercole Obispo (1521) Cardenal (1527)                             | Ercole Obispo (1521) Cardenal (1527)                             | Ercole Obispo (1521) Cardenal (1527)                             |  |  | Ferrante I (1507-1557) (conde de Guastalla, 1539-1557)      | Ferrante I (1507-1557) (conde de Guastalla, 1539-1557)      | Ferrante I (1507-1557) (conde de Guastalla, 1539-1557)      | Ferrante I (1507-1557) (conde de Guastalla, 1539-1557)      | Ferrante I (1507-1557) (conde de Guastalla, 1539-1557)      | Ferrante I (1507-1557) (conde de Guastalla, 1539-1557)      |  |  |                                                 |                                                 |                                                 |                                                 |                                                 |                                                 |  |  |                                         |                                         |                                         |                                         |                                         |                                         |         |         |         |         |  |  |  |  |  |  |  |  |  |  |  |  |  |  |  |  |  |  |  |  |  |  |  |  |  |  |  |  |  |  |  |  |
|                                                                                       |                                                                                       |                                                                                       |                                                                                       |                                                                                       |                                                                                       |  |  |                                                                         |                                                                         |                                                                         |                                                                         |                                                                         |                                                                         |  |  |                                                |                                            |                                            |                                            |                                            |                                            |  |  |                                                                  |                                                                  |                                                                  |                                                                  |                                                                  |                                                                  |  |  |                                                             |                                                             |                                                             |                                                             |                                                             |                                                             |  |  |                                                 |                                                 |                                                 |                                                 |                                                 |                                                 |  |  |                                         |                                         |                                         |                                         |                                         |                                         |         |         |         |         |  |  |  |  |  |  |  |  |  |  |  |  |  |  |  |  |  |  |  |  |  |  |  |  |  |  |  |  |  |  |  |  |
|                                                                                       |                                                                                       |                                                                                       |                                                                                       |                                                                                       |                                                                                       |  |  |                                                                         |                                                                         |                                                                         |                                                                         |                                                                         |                                                                         |  |  |                                                |                                            |                                            |                                            |                                            |                                            |  |  |                                                                  |                                                                  |                                                                  |                                                                  |                                                                  |                                                                  |  |  |                                                             |                                                             |                                                             |                                                             |                                                             |                                                             |  |  |                                                 |                                                 |                                                 |                                                 |                                                 |                                                 |  |  |                                         |                                         |                                         |                                         |                                         |                                         |         |         |         |         |  |  |  |  |  |  |  |  |  |  |  |  |  |  |  |  |  |  |  |  |  |  |  |  |  |  |  |  |  |  |  |  |
| Francesco III (1533-1550) (duque, 1540-1550)                                          | Francesco III (1533-1550) (duque, 1540-1550)                                          | Francesco III (1533-1550) (duque, 1540-1550)                                          | Francesco III (1533-1550) (duque, 1540-1550)                                          | Francesco III (1533-1550) (duque, 1540-1550)                                          | Francesco III (1533-1550) (duque, 1540-1550)                                          |  |  | Guillermo I (Guillermo X de Montferrato) (1538-1587) (duque, 1550-1587) | Guillermo I (Guillermo X de Montferrato) (1538-1587) (duque, 1550-1587) | Guillermo I (Guillermo X de Montferrato) (1538-1587) (duque, 1550-1587) | Guillermo I (Guillermo X de Montferrato) (1538-1587) (duque, 1550-1587) | Guillermo I (Guillermo X de Montferrato) (1538-1587) (duque, 1550-1587) | Guillermo I (Guillermo X de Montferrato) (1538-1587) (duque, 1550-1587) |  |  |                                                |                                            |                                            |                                            |                                            |                                            |  |  | Luis de Nevers (1539-1595) (duque consorte de Nevers, 1581-1595) | Luis de Nevers (1539-1595) (duque consorte de Nevers, 1581-1595) | Luis de Nevers (1539-1595) (duque consorte de Nevers, 1581-1595) | Luis de Nevers (1539-1595) (duque consorte de Nevers, 1581-1595) | Luis de Nevers (1539-1595) (duque consorte de Nevers, 1581-1595) | Luis de Nevers (1539-1595) (duque consorte de Nevers, 1581-1595) |  |  | Cesar I Conde de Guastalla (1557-1575)                      | Cesar I Conde de Guastalla (1557-1575)                      | Cesar I Conde de Guastalla (1557-1575)                      | Cesar I Conde de Guastalla (1557-1575)                      | Cesar I Conde de Guastalla (1557-1575)                      | Cesar I Conde de Guastalla (1557-1575)                      |  |  |                                                 |                                                 |                                                 |                                                 |                                                 |                                                 |  |  |                                         |                                         |                                         |                                         |                                         |                                         |         |         |         |         |  |  |  |  |  |  |  |  |  |  |  |  |  |  |  |  |  |  |  |  |  |  |  |  |  |  |  |  |  |  |  |  |
| Francesco III (1533-1550) (duque, 1540-1550)                                          | Francesco III (1533-1550) (duque, 1540-1550)                                          | Francesco III (1533-1550) (duque, 1540-1550)                                          | Francesco III (1533-1550) (duque, 1540-1550)                                          | Francesco III (1533-1550) (duque, 1540-1550)                                          | Francesco III (1533-1550) (duque, 1540-1550)                                          |  |  | Guillermo I (Guillermo X de Montferrato) (1538-1587) (duque, 1550-1587) | Guillermo I (Guillermo X de Montferrato) (1538-1587) (duque, 1550-1587) | Guillermo I (Guillermo X de Montferrato) (1538-1587) (duque, 1550-1587) | Guillermo I (Guillermo X de Montferrato) (1538-1587) (duque, 1550-1587) | Guillermo I (Guillermo X de Montferrato) (1538-1587) (duque, 1550-1587) | Guillermo I (Guillermo X de Montferrato) (1538-1587) (duque, 1550-1587) |  |  |                                                |                                            |                                            |                                            |                                            |                                            |  |  | Luis de Nevers (1539-1595) (duque consorte de Nevers, 1581-1595) | Luis de Nevers (1539-1595) (duque consorte de Nevers, 1581-1595) | Luis de Nevers (1539-1595) (duque consorte de Nevers, 1581-1595) | Luis de Nevers (1539-1595) (duque consorte de Nevers, 1581-1595) | Luis de Nevers (1539-1595) (duque consorte de Nevers, 1581-1595) | Luis de Nevers (1539-1595) (duque consorte de Nevers, 1581-1595) |  |  | Cesar I Conde de Guastalla (1557-1575)                      | Cesar I Conde de Guastalla (1557-1575)                      | Cesar I Conde de Guastalla (1557-1575)                      | Cesar I Conde de Guastalla (1557-1575)                      | Cesar I Conde de Guastalla (1557-1575)                      | Cesar I Conde de Guastalla (1557-1575)                      |  |  |                                                 |                                                 |                                                 |                                                 |                                                 |                                                 |  |  |                                         |                                         |                                         |                                         |                                         |                                         |         |         |         |         |  |  |  |  |  |  |  |  |  |  |  |  |  |  |  |  |  |  |  |  |  |  |  |  |  |  |  |  |  |  |  |  |
|                                                                                       |                                                                                       |                                                                                       |                                                                                       |                                                                                       |                                                                                       |  |  | Vincenzo I (1562-1612) (duque, 1587-1612)                               | Vincenzo I (1562-1612) (duque, 1587-1612)                               | Vincenzo I (1562-1612) (duque, 1587-1612)                               | Vincenzo I (1562-1612) (duque, 1587-1612)                               | Vincenzo I (1562-1612) (duque, 1587-1612)                               | Vincenzo I (1562-1612) (duque, 1587-1612)                               |  |  |                                                |                                            |                                            |                                            |                                            |                                            |  |  | Charles III de Nevers a.k.a. Carlos I de Mantua (1627-1637)      | Charles III de Nevers a.k.a. Carlos I de Mantua (1627-1637)      | Charles III de Nevers a.k.a. Carlos I de Mantua (1627-1637)      | Charles III de Nevers a.k.a. Carlos I de Mantua (1627-1637)      | Charles III de Nevers a.k.a. Carlos I de Mantua (1627-1637)      | Charles III de Nevers a.k.a. Carlos I de Mantua (1627-1637)      |  |  | Ferrante II 1.er Duque de Guastalla (1575-1630)             | Ferrante II 1.er Duque de Guastalla (1575-1630)             | Ferrante II 1.er Duque de Guastalla (1575-1630)             | Ferrante II 1.er Duque de Guastalla (1575-1630)             | Ferrante II 1.er Duque de Guastalla (1575-1630)             | Ferrante II 1.er Duque de Guastalla (1575-1630)             |  |  |                                                 |                                                 |                                                 |                                                 |                                                 |                                                 |  |  |                                         |                                         |                                         |                                         |                                         |                                         |         |         |         |         |  |  |  |  |  |  |  |  |  |  |  |  |  |  |  |  |  |  |  |  |  |  |  |  |  |  |  |  |  |  |  |  |
|                                                                                       |                                                                                       |                                                                                       |                                                                                       |                                                                                       |                                                                                       |  |  | Vincenzo I (1562-1612) (duque, 1587-1612)                               | Vincenzo I (1562-1612) (duque, 1587-1612)                               | Vincenzo I (1562-1612) (duque, 1587-1612)                               | Vincenzo I (1562-1612) (duque, 1587-1612)                               | Vincenzo I (1562-1612) (duque, 1587-1612)                               | Vincenzo I (1562-1612) (duque, 1587-1612)                               |  |  |                                                |                                            |                                            |                                            |                                            |                                            |  |  | Charles III de Nevers a.k.a. Carlos I de Mantua (1627-1637)      | Charles III de Nevers a.k.a. Carlos I de Mantua (1627-1637)      | Charles III de Nevers a.k.a. Carlos I de Mantua (1627-1637)      | Charles III de Nevers a.k.a. Carlos I de Mantua (1627-1637)      | Charles III de Nevers a.k.a. Carlos I de Mantua (1627-1637)      | Charles III de Nevers a.k.a. Carlos I de Mantua (1627-1637)      |  |  | Ferrante II 1.er Duque de Guastalla (1575-1630)             | Ferrante II 1.er Duque de Guastalla (1575-1630)             | Ferrante II 1.er Duque de Guastalla (1575-1630)             | Ferrante II 1.er Duque de Guastalla (1575-1630)             | Ferrante II 1.er Duque de Guastalla (1575-1630)             | Ferrante II 1.er Duque de Guastalla (1575-1630)             |  |  |                                                 |                                                 |                                                 |                                                 |                                                 |                                                 |  |  |                                         |                                         |                                         |                                         |                                         |                                         |         |         |         |         |  |  |  |  |  |  |  |  |  |  |  |  |  |  |  |  |  |  |  |  |  |  |  |  |  |  |  |  |  |  |  |  |
|                                                                                       |                                                                                       |                                                                                       |                                                                                       |                                                                                       |                                                                                       |  |  |                                                                         |                                                                         |                                                                         |                                                                         |                                                                         |                                                                         |  |  |                                                |                                            |                                            |                                            |                                            |                                            |  |  |                                                                  |                                                                  |                                                                  |                                                                  |                                                                  |                                                                  |  |  |                                                             |                                                             |                                                             |                                                             |                                                             |                                                             |  |  |                                                 |                                                 |                                                 |                                                 |                                                 |                                                 |  |  |                                         |                                         |                                         |                                         |                                         |                                         |         |         |         |         |  |  |  |  |  |  |  |  |  |  |  |  |  |  |  |  |  |  |  |  |  |  |  |  |  |  |  |  |  |  |  |  |
| Francesco IV (1586-1612) (duque, 1612)                                                | Francesco IV (1586-1612) (duque, 1612)                                                | Francesco IV (1586-1612) (duque, 1612)                                                | Francesco IV (1586-1612) (duque, 1612)                                                | Francesco IV (1586-1612) (duque, 1612)                                                | Francesco IV (1586-1612) (duque, 1612)                                                |  |  | Ferdinando I (1587-1626) (duque, 1612-1626)                             | Ferdinando I (1587-1626) (duque, 1612-1626)                             | Ferdinando I (1587-1626) (duque, 1612-1626)                             | Ferdinando I (1587-1626) (duque, 1612-1626)                             | Ferdinando I (1587-1626) (duque, 1612-1626)                             | Ferdinando I (1587-1626) (duque, 1612-1626)                             |  |  | Vincenzo II (1594-1627) (duque, 1626-1627)     | Vincenzo II (1594-1627) (duque, 1626-1627) | Vincenzo II (1594-1627) (duque, 1626-1627) | Vincenzo II (1594-1627) (duque, 1626-1627) | Vincenzo II (1594-1627) (duque, 1626-1627) | Vincenzo II (1594-1627) (duque, 1626-1627) |  |  | Carlos de Nevers (1609-1631) (consorte de María de Mantua        | Carlos de Nevers (1609-1631) (consorte de María de Mantua        | Carlos de Nevers (1609-1631) (consorte de María de Mantua        | Carlos de Nevers (1609-1631) (consorte de María de Mantua        | Carlos de Nevers (1609-1631) (consorte de María de Mantua        | Carlos de Nevers (1609-1631) (consorte de María de Mantua        |  |  | Cesare II (1592-1632) (duque, 1630-1632)                    | Cesare II (1592-1632) (duque, 1630-1632)                    | Cesare II (1592-1632) (duque, 1630-1632)                    | Cesare II (1592-1632) (duque, 1630-1632)                    | Cesare II (1592-1632) (duque, 1630-1632)                    | Cesare II (1592-1632) (duque, 1630-1632)                    |  |  |                                                 |                                                 |                                                 |                                                 |                                                 |                                                 |  |  | Andrea Conde de San Paolo (d.1686)      | Andrea Conde de San Paolo (d.1686)      | Andrea Conde de San Paolo (d.1686)      | Andrea Conde de San Paolo (d.1686)      | Andrea Conde de San Paolo (d.1686)      | Andrea Conde de San Paolo (d.1686)      |         |         |         |         |  |  |  |  |  |  |  |  |  |  |  |  |  |  |  |  |  |  |  |  |  |  |  |  |  |  |  |  |  |  |  |  |
| Francesco IV (1586-1612) (duque, 1612)                                                | Francesco IV (1586-1612) (duque, 1612)                                                | Francesco IV (1586-1612) (duque, 1612)                                                | Francesco IV (1586-1612) (duque, 1612)                                                | Francesco IV (1586-1612) (duque, 1612)                                                | Francesco IV (1586-1612) (duque, 1612)                                                |  |  | Ferdinando I (1587-1626) (duque, 1612-1626)                             | Ferdinando I (1587-1626) (duque, 1612-1626)                             | Ferdinando I (1587-1626) (duque, 1612-1626)                             | Ferdinando I (1587-1626) (duque, 1612-1626)                             | Ferdinando I (1587-1626) (duque, 1612-1626)                             | Ferdinando I (1587-1626) (duque, 1612-1626)                             |  |  | Vincenzo II (1594-1627) (duque, 1626-1627)     | Vincenzo II (1594-1627) (duque, 1626-1627) | Vincenzo II (1594-1627) (duque, 1626-1627) | Vincenzo II (1594-1627) (duque, 1626-1627) | Vincenzo II (1594-1627) (duque, 1626-1627) | Vincenzo II (1594-1627) (duque, 1626-1627) |  |  | Carlos de Nevers (1609-1631) (consorte de María de Mantua        | Carlos de Nevers (1609-1631) (consorte de María de Mantua        | Carlos de Nevers (1609-1631) (consorte de María de Mantua        | Carlos de Nevers (1609-1631) (consorte de María de Mantua        | Carlos de Nevers (1609-1631) (consorte de María de Mantua        | Carlos de Nevers (1609-1631) (consorte de María de Mantua        |  |  | Cesare II (1592-1632) (duque, 1630-1632)                    | Cesare II (1592-1632) (duque, 1630-1632)                    | Cesare II (1592-1632) (duque, 1630-1632)                    | Cesare II (1592-1632) (duque, 1630-1632)                    | Cesare II (1592-1632) (duque, 1630-1632)                    | Cesare II (1592-1632) (duque, 1630-1632)                    |  |  |                                                 |                                                 |                                                 |                                                 |                                                 |                                                 |  |  | Andrea Conde de San Paolo (d.1686)      | Andrea Conde de San Paolo (d.1686)      | Andrea Conde de San Paolo (d.1686)      | Andrea Conde de San Paolo (d.1686)      | Andrea Conde de San Paolo (d.1686)      | Andrea Conde de San Paolo (d.1686)      |         |         |         |         |  |  |  |  |  |  |  |  |  |  |  |  |  |  |  |  |  |  |  |  |  |  |  |  |  |  |  |  |  |  |  |  |
| María de Mantua (1609-1660) Consorte de Carlos de Gonzaga-Nevers (duquesa, 1627-1637) | María de Mantua (1609-1660) Consorte de Carlos de Gonzaga-Nevers (duquesa, 1627-1637) | María de Mantua (1609-1660) Consorte de Carlos de Gonzaga-Nevers (duquesa, 1627-1637) | María de Mantua (1609-1660) Consorte de Carlos de Gonzaga-Nevers (duquesa, 1627-1637) | María de Mantua (1609-1660) Consorte de Carlos de Gonzaga-Nevers (duquesa, 1627-1637) | María de Mantua (1609-1660) Consorte de Carlos de Gonzaga-Nevers (duquesa, 1627-1637) |  |  |                                                                         |                                                                         |                                                                         |                                                                         |                                                                         |                                                                         |  |  |                                                |                                            |                                            |                                            |                                            |                                            |  |  | Carlos II (1629-1665) (duque, 1637-1665)                         | Carlos II (1629-1665) (duque, 1637-1665)                         | Carlos II (1629-1665) (duque, 1637-1665)                         | Carlos II (1629-1665) (duque, 1637-1665)                         | Carlos II (1629-1665) (duque, 1637-1665)                         | Carlos II (1629-1665) (duque, 1637-1665)                         |  |  | Ferrante III (1618-1678) (duque, 1632-1678)                 | Ferrante III (1618-1678) (duque, 1632-1678)                 | Ferrante III (1618-1678) (duque, 1632-1678)                 | Ferrante III (1618-1678) (duque, 1632-1678)                 | Ferrante III (1618-1678) (duque, 1632-1678)                 | Ferrante III (1618-1678) (duque, 1632-1678)                 |  |  |                                                 |                                                 |                                                 |                                                 |                                                 |                                                 |  |  |                                         |                                         |                                         |                                         | {{{ }}}                                 | {{{ }}}                                 | {{{ }}} | {{{ }}} | {{{ }}} | {{{ }}} |  |  |  |  |  |  |  |  |  |  |  |  |  |  |  |  |  |  |  |  |  |  |  |  |  |  |  |  |  |  |  |  |
| María de Mantua (1609-1660) Consorte de Carlos de Gonzaga-Nevers (duquesa, 1627-1637) | María de Mantua (1609-1660) Consorte de Carlos de Gonzaga-Nevers (duquesa, 1627-1637) | María de Mantua (1609-1660) Consorte de Carlos de Gonzaga-Nevers (duquesa, 1627-1637) | María de Mantua (1609-1660) Consorte de Carlos de Gonzaga-Nevers (duquesa, 1627-1637) | María de Mantua (1609-1660) Consorte de Carlos de Gonzaga-Nevers (duquesa, 1627-1637) | María de Mantua (1609-1660) Consorte de Carlos de Gonzaga-Nevers (duquesa, 1627-1637) |  |  |                                                                         |                                                                         |                                                                         |                                                                         |                                                                         |                                                                         |  |  |                                                |                                            |                                            |                                            |                                            |                                            |  |  | Carlos II (1629-1665) (duque, 1637-1665)                         | Carlos II (1629-1665) (duque, 1637-1665)                         | Carlos II (1629-1665) (duque, 1637-1665)                         | Carlos II (1629-1665) (duque, 1637-1665)                         | Carlos II (1629-1665) (duque, 1637-1665)                         | Carlos II (1629-1665) (duque, 1637-1665)                         |  |  | Ferrante III (1618-1678) (duque, 1632-1678)                 | Ferrante III (1618-1678) (duque, 1632-1678)                 | Ferrante III (1618-1678) (duque, 1632-1678)                 | Ferrante III (1618-1678) (duque, 1632-1678)                 | Ferrante III (1618-1678) (duque, 1632-1678)                 | Ferrante III (1618-1678) (duque, 1632-1678)                 |  |  |                                                 |                                                 |                                                 |                                                 |                                                 |                                                 |  |  |                                         |                                         |                                         |                                         | {{{ }}}                                 | {{{ }}}                                 | {{{ }}} | {{{ }}} | {{{ }}} | {{{ }}} |  |  |  |  |  |  |  |  |  |  |  |  |  |  |  |  |  |  |  |  |  |  |  |  |  |  |  |  |  |  |  |  |
|                                                                                       |                                                                                       |                                                                                       |                                                                                       |                                                                                       |                                                                                       |  |  |                                                                         |                                                                         |                                                                         |                                                                         |                                                                         |                                                                         |  |  |                                                |                                            |                                            |                                            |                                            |                                            |  |  |                                                                  |                                                                  |                                                                  |                                                                  |                                                                  |                                                                  |  |  |                                                             |                                                             |                                                             |                                                             |                                                             |                                                             |  |  |                                                 |                                                 |                                                 |                                                 |                                                 |                                                 |  |  |                                         |                                         |                                         |                                         |                                         |                                         |         |         |         |         |  |  |  |  |  |  |  |  |  |  |  |  |  |  |  |  |  |  |  |  |  |  |  |  |  |  |  |  |  |  |  |  |
|                                                                                       |                                                                                       |                                                                                       |                                                                                       |                                                                                       |                                                                                       |  |  |                                                                         |                                                                         |                                                                         |                                                                         |                                                                         |                                                                         |  |  |                                                |                                            |                                            |                                            |                                            |                                            |  |  | Ferdinando Carlo (1652-1708) (duque, 1665-1708)                  | Ferdinando Carlo (1652-1708) (duque, 1665-1708)                  | Ferdinando Carlo (1652-1708) (duque, 1665-1708)                  | Ferdinando Carlo (1652-1708) (duque, 1665-1708)                  | Ferdinando Carlo (1652-1708) (duque, 1665-1708)                  | Ferdinando Carlo (1652-1708) (duque, 1665-1708)                  |  |  | Ana Isabel (1678-1692)                                      | Ana Isabel (1678-1692)                                      | Ana Isabel (1678-1692)                                      | Ana Isabel (1678-1692)                                      | Ana Isabel (1678-1692)                                      | Ana Isabel (1678-1692)                                      |  |  | Maria Vittoria (1659-1707)                      | Maria Vittoria (1659-1707)                      | Maria Vittoria (1659-1707)                      | Maria Vittoria (1659-1707)                      | Maria Vittoria (1659-1707)                      | Maria Vittoria (1659-1707)                      |  |  | Vincenzo (1634-1714) (duque, 1692-1714) | Vincenzo (1634-1714) (duque, 1692-1714) | Vincenzo (1634-1714) (duque, 1692-1714) | Vincenzo (1634-1714) (duque, 1692-1714) | Vincenzo (1634-1714) (duque, 1692-1714) | Vincenzo (1634-1714) (duque, 1692-1714) |         |         |         |         |  |  |  |  |  |  |  |  |  |  |  |  |  |  |  |  |  |  |  |  |  |  |  |  |  |  |  |  |  |  |  |  |
|                                                                                       |                                                                                       |                                                                                       |                                                                                       |                                                                                       |                                                                                       |  |  |                                                                         |                                                                         |                                                                         |                                                                         |                                                                         |                                                                         |  |  |                                                |                                            |                                            |                                            |                                            |                                            |  |  | Ferdinando Carlo (1652-1708) (duque, 1665-1708)                  | Ferdinando Carlo (1652-1708) (duque, 1665-1708)                  | Ferdinando Carlo (1652-1708) (duque, 1665-1708)                  | Ferdinando Carlo (1652-1708) (duque, 1665-1708)                  | Ferdinando Carlo (1652-1708) (duque, 1665-1708)                  | Ferdinando Carlo (1652-1708) (duque, 1665-1708)                  |  |  | Ana Isabel (1678-1692)                                      | Ana Isabel (1678-1692)                                      | Ana Isabel (1678-1692)                                      | Ana Isabel (1678-1692)                                      | Ana Isabel (1678-1692)                                      | Ana Isabel (1678-1692)                                      |  |  | Maria Vittoria (1659-1707)                      | Maria Vittoria (1659-1707)                      | Maria Vittoria (1659-1707)                      | Maria Vittoria (1659-1707)                      | Maria Vittoria (1659-1707)                      | Maria Vittoria (1659-1707)                      |  |  | Vincenzo (1634-1714) (duque, 1692-1714) | Vincenzo (1634-1714) (duque, 1692-1714) | Vincenzo (1634-1714) (duque, 1692-1714) | Vincenzo (1634-1714) (duque, 1692-1714) | Vincenzo (1634-1714) (duque, 1692-1714) | Vincenzo (1634-1714) (duque, 1692-1714) |         |         |         |         |  |  |  |  |  |  |  |  |  |  |  |  |  |  |  |  |  |  |  |  |  |  |  |  |  |  |  |  |  |  |  |  |
|                                                                                       |                                                                                       |                                                                                       |                                                                                       |                                                                                       |                                                                                       |  |  |                                                                         |                                                                         |                                                                         |                                                                         |                                                                         |                                                                         |  |  |                                                |                                            |                                            |                                            |                                            |                                            |  |  |                                                                  |                                                                  |                                                                  |                                                                  |                                                                  |                                                                  |  |  |                                                             |                                                             |                                                             |                                                             |                                                             |                                                             |  |  |                                                 |                                                 |                                                 |                                                 |                                                 |                                                 |  |  |                                         |                                         |                                         |                                         |                                         |                                         |         |         |         |         |  |  |  |  |  |  |  |  |  |  |  |  |  |  |  |  |  |  |  |  |  |  |  |  |  |  |  |  |  |  |  |  |
|                                                                                       |                                                                                       |                                                                                       |                                                                                       |                                                                                       |                                                                                       |  |  |                                                                         |                                                                         |                                                                         |                                                                         |                                                                         |                                                                         |  |  |                                                |                                            |                                            |                                            |                                            |                                            |  |  |                                                                  |                                                                  |                                                                  |                                                                  |                                                                  |                                                                  |  |  |                                                             |                                                             |                                                             |                                                             |                                                             |                                                             |  |  |                                                 |                                                 |                                                 |                                                 |                                                 |                                                 |  |  |                                         |                                         |                                         |                                         |                                         |                                         |         |         |         |         |  |  |  |  |  |  |  |  |  |  |  |  |  |  |  |  |  |  |  |  |  |  |  |  |  |  |  |  |  |  |  |  |
|                                                                                       |                                                                                       |                                                                                       |                                                                                       |                                                                                       |                                                                                       |  |  |                                                                         |                                                                         |                                                                         |                                                                         |                                                                         |                                                                         |  |  |                                                |                                            |                                            |                                            |                                            |                                            |  |  |                                                                  |                                                                  |                                                                  |                                                                  |                                                                  |                                                                  |  |  | Eleonora Luisa (1686-1741) consorte de Francesco de' Medici | Eleonora Luisa (1686-1741) consorte de Francesco de' Medici | Eleonora Luisa (1686-1741) consorte de Francesco de' Medici | Eleonora Luisa (1686-1741) consorte de Francesco de' Medici | Eleonora Luisa (1686-1741) consorte de Francesco de' Medici | Eleonora Luisa (1686-1741) consorte de Francesco de' Medici |  |  | Antonio Ferrante Duque de Guastalla (1714-1729) | Antonio Ferrante Duque de Guastalla (1714-1729) | Antonio Ferrante Duque de Guastalla (1714-1729) | Antonio Ferrante Duque de Guastalla (1714-1729) | Antonio Ferrante Duque de Guastalla (1714-1729) | Antonio Ferrante Duque de Guastalla (1714-1729) |  |  | Giuseppe Duque de Guastalla (1729-1746) | Giuseppe Duque de Guastalla (1729-1746) | Giuseppe Duque de Guastalla (1729-1746) | Giuseppe Duque de Guastalla (1729-1746) | Giuseppe Duque de Guastalla (1729-1746) | Giuseppe Duque de Guastalla (1729-1746) |         |         |         |         |  |  |  |  |  |  |  |  |  |  |  |  |  |  |  |  |  |  |  |  |  |  |  |  |  |  |  |  |  |  |  |  |